# ウェスト・ミッドランズ・メトロ
ウェスト・ミッドランズ・メトロ（West Midlands Metro）は、イギリスのイングランド中西部の都市バーミンガムとウルヴァーハンプトンの間を走るライトレールである。2018年6月23日まではナショナル・エクスプレス傘下でナショナル・エクスプレス・ミッドランド・メトロ（英語版）として運営されていたが、6月24日経営体がウェスト・ミッドランズ交通局に移り、名称も変更された。移行の時期は、当初は2018年10月とされていたが、前倒しで6月となった。
1999年に運行を開始し、バーミンガムの主要駅のあるニューストリート駅（Grand Central New Street）と、ウルヴァーハンプトンの市街地にあるセント・ジョージ（St. George's）とを結んでいる。長らくはバーミンガム側の終端はスノーヒル駅（Snow Hill）であったが、2016年にニューストリート駅へと延伸された。
車両は全車低床式で、全停留場でバリアフリー対応している。全区間複線で、両端のバーミンガムおよびウルヴァーハンプトン市内に一部併用区間が存在するが、それ以外のほとんどは専用軌道を走っている。
平日の日中は8分間隔で運行されていて、両区間の所要時間は約40分。駅構内に券売機はなく、スイフトカードを利用するか、車内にいる車掌から切符を購入する。切符は、現金、クレジットカード、デビットカード、Apple PayおよびAndroid Payで購入できる。

## 路線データ
- 路線距離：21km
- 駅数：26駅
- 軌間：1,435mm（標準軌）
- 電化区間：全線
- 最高速度：70km/h
- 輸送実績：約480万人（2016年）